# Шутковићи
Шутковићи су насељено мјесто у Босни и Херцеговини у општини Доњи Вакуф које административно припада Федерацији Босне и Херцеговине. Према попису становништва из 1991. у насељу је живјело 78 становника.

## Географија
По последњем службеном попису становништва из 1991. године, у насељу Шутковићи живело је 78 становника. Сви становници су били Муслимани 